# مطار باليرمو-بوكاديفالكو
مطار باليرمو بوكاديفالكو (بالإيطالية: Aeroporto di Palermo-Boccadifalco)‏ يقع قرب باليرمو في صقلية وهو أقدم مطارين يخدمان المدينة.